# Корчівка (Коростенський район)
Корчі́вка — село в Україні, в Коростенському районі Житомирської області. Входить до складу Овруцької міської громади. Населення становить 456 осіб.

## Географія
Село розташовано на північно-східних схилах Словечансько-Овруцького кряжу. Біля села бере початок річка Грезля.

## Історія
У 1906 році Корчевка, село Гладковицької волості Овруцького повіту Волинської губернії. Відстань від повітового міста 5 верст, від волості 10. Дворів 50, мешканців 297.
Колишній огран місцевого самоірядування — Кирданівська сільська рада.